# گودی (فیلم ۱۹۷۱)
گودی (هندی: गुड्डी) یک فیلم به کارگردانی هریشیکش موکرجی است که در سال ۱۹۷۱ منتشر شد. از بازیگران آن می‌توان به دهر مندرا، جایا باچان، و هریشیکش موکرجی اشاره کرد.